# 888 Holdings
888 Holdings ist die Holdinggesellschaft der 888-Gruppe und Betreiber von 888.com. Das Onlineglücksspiel verzeichnete seit der Gründung über 25 Millionen registrierte Benutzer.

## Geschichte
Die 888-Gruppe wurde im Jahre 1997 in Israel gegründet und ist lizenziert sowie reguliert von der Regierung von Gibraltar, wo sich auch der Hauptsitz der 888-Gruppe befindet. Seit September 2005 ist die 888 Holdings PLC an der London Stock Exchange gelistet.
Am 17. Juli 2015 gab 888 Holdings den Plan bekannt, seinen Konkurrenten bwin.party digital entertainment für 900 Millionen Pfund zu übernehmen. 888 Holdings wurde aber von GVC Holdings (heute Entain) überboten, die bwin im September für 1,1 Milliarden Pfund übernehmen konnten.
Im September 2021 wurde William Hill Europa für 3,36 Milliarden Euro übernommen.

### Sponsorings
888 sponserte die Fußballvereine FC Middlesbrough und FC Sevilla. Ab 2006 war 888.com Hauptsponsor der World Snooker Championship. Der deutsche Pokerspieler Michael Keiner war von 2006 bis 2010 im Team von 888. Er trat für 888.com bei internationalen Turnieren an, wie zum Beispiel der World Series of Poker am Las Vegas Strip. Weitere von 888 gesponserte Profis waren der australische Boxer Jeff Fenech, der australische Cricketspieler Shane Warne sowie der spanische Fußballtorhüter Santiago Cañizares.

### Zusammenschlüsse und Erwerbungen
Im März 2007 wurde von 888 der erfolgreiche Ankauf des Bingounternehmens Globalcom Limited für 43,4 Millionen US $ bekanntgeben.
Ende 2006 gaben Ladbrokes und 888.com bekannt, dass diese über einen Zusammenschluss verhandeln. Jedoch wurde am 23. April 2007 mitgeteilt, dass beide Unternehmen aufgrund der kürzlichen Änderungen des Steuergesetzes im Vereinigten Königreich und den Befürchtungen vor gerichtlichen Schritten durch die US-Regierung einvernehmlich zugestimmt haben, die Verhandlungen einzustellen. Der Aktienkurs von 888.com fiel an diesem Tag um 6 %.

## Marken
Um den strengen Anforderungen des deutschen Glücksspielstaatsvertrags 2021 (GlüStV 2021) nachzukommen, startete 888 Webseiten mit den Domainendungen „.de“ (888slots.de, 888poker.de, 888sports.de, 888.de) als deutsche Pendanten zum Internationalen Markt. Alle deutschen Spieler werden, wenn sie die internationalen Seiten aufrufen, auf die deutschen Seiten weitergeleitet.

### 888casino

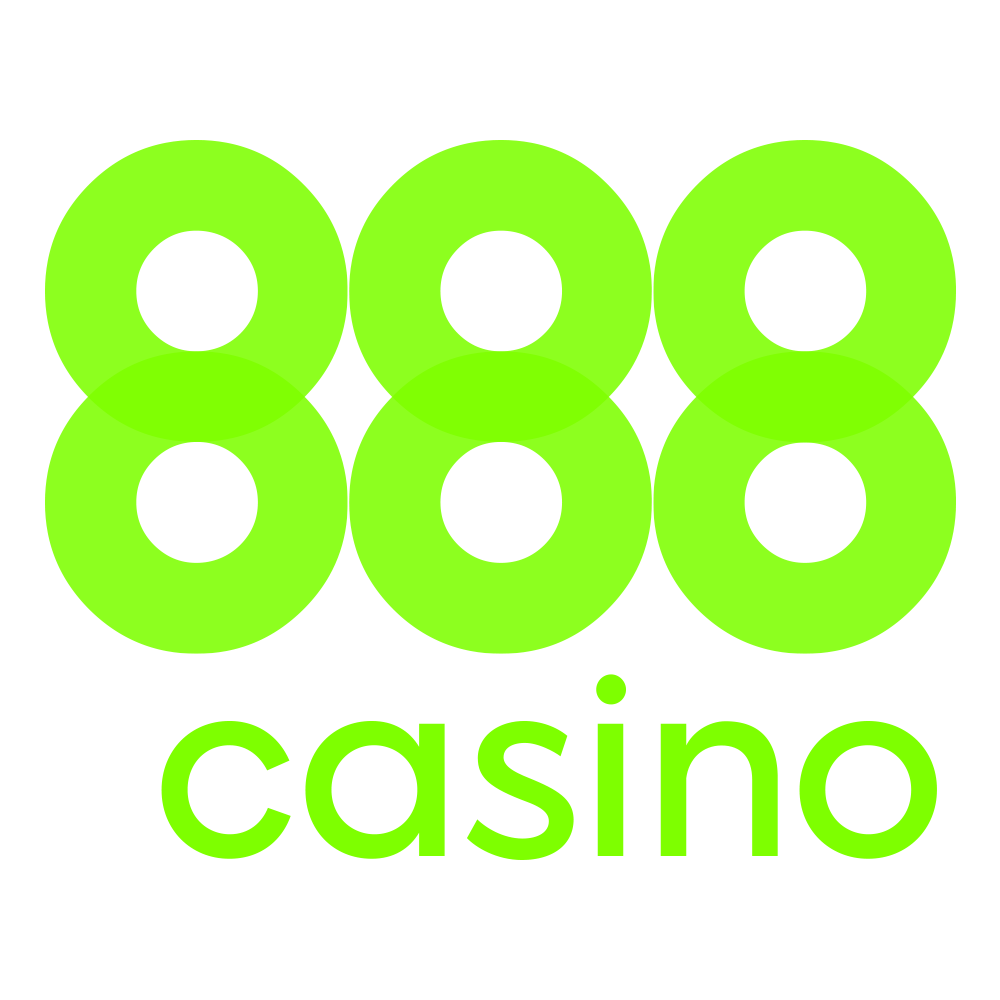
Logo von 888casino

888casino, vormals Casino-on-Net, ist ein von 888 betriebenes Online-Casino, das 1997 gegründet wurde. Die Seite bietet traditionelle Casino-Spiele wie z. B. klassische Tischspiele wie Blackjack, Roulette, Baccarat und Craps, klassische Spielautomaten und Video-Slots, Video Poker und Live Casino-Tische. Gaming Intelligence hat 888casino als „das einzige wirklich gesamteuropäische Casino“ beschrieben.
Die deutsche Version dieser Marke heißt 888slots, da im Zusammenhang mit der Veranstaltung und dem Eigenvertrieb von virtuellen Automatenspielen oder Werbung hierfür die Verwendung der Begriffe „Casino“ oder „Casinospiele“ unzulässig ist und beinhaltet nur Automatenspiele.

### 888poker

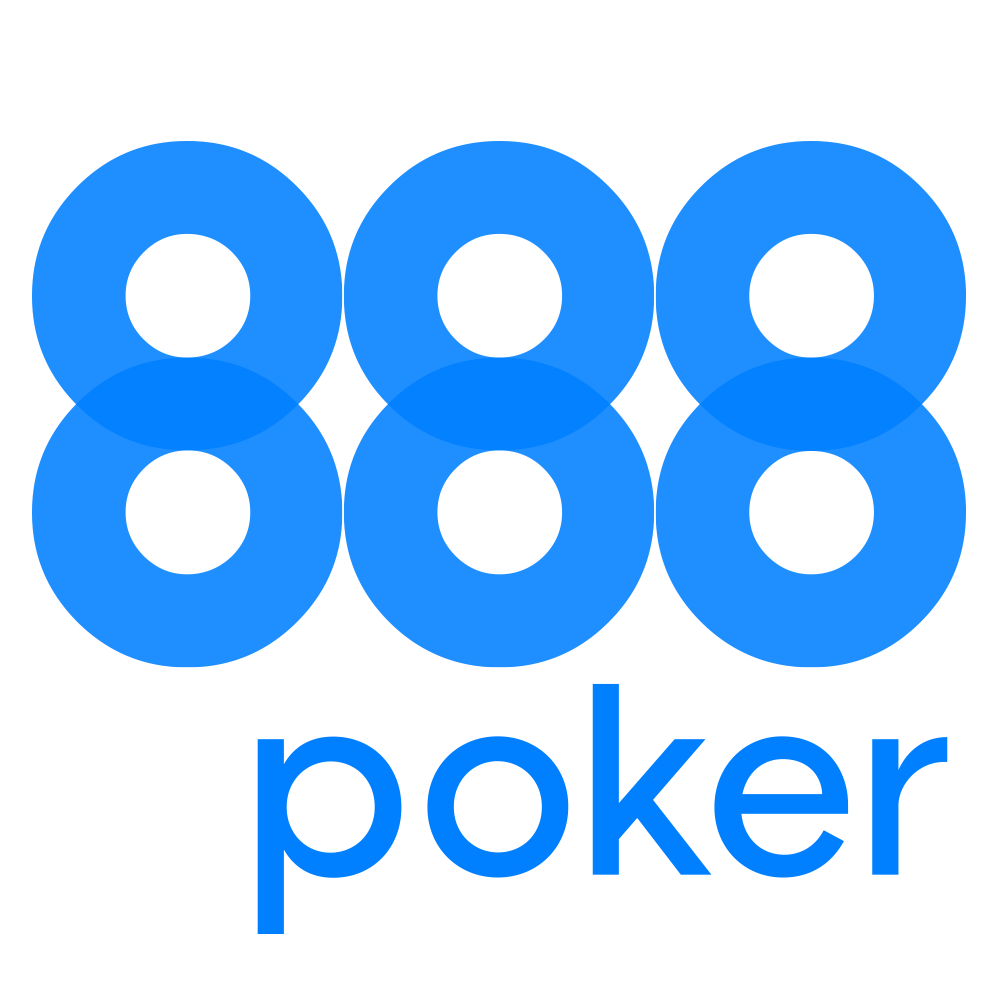
Logo von 888poker

888poker, vormals Pacific Poker, ist das zweitgrößte Onlinepoker-Netzwerk der Welt und die zweitbeliebteste Onlinepoker-Marke (Stand 20. Dezember 2013). Das Netzwerk ging 2002 in Betrieb und bietet Spielern traditionelle Pokervarianten wie Texas Hold’em, Omaha Poker, und Seven Card Stud.

### 888sport

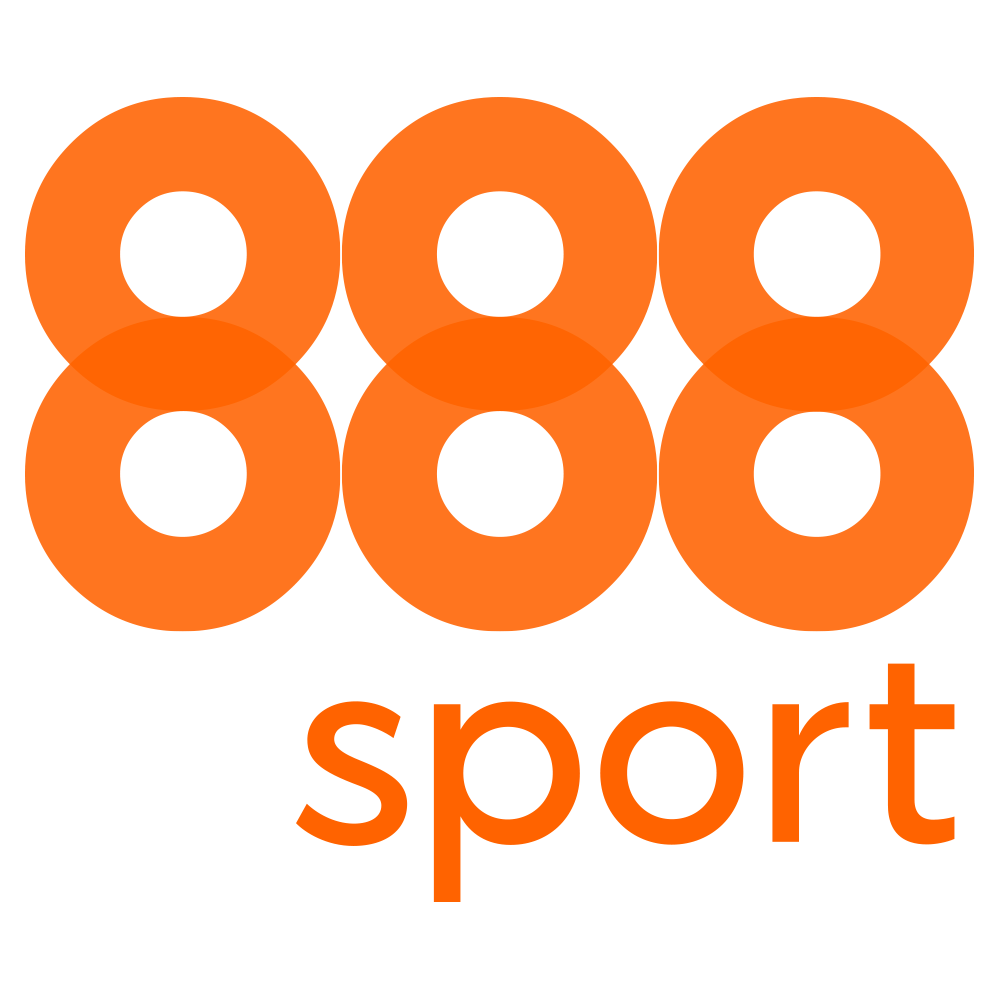
Logo von 888sport

888sport ist eine von 888 betriebene Online-Buchmacher-Marke, die 2008 gegründet wurde. Die Seite erlaubt das Wetten auf Pferderennen, Fußball, Basketball, Tennis, Golf, Rugby und andere Sportarten, hauptsächlich in den europäischen Märkten.

### 888.com
2002 wurde die Marke 888.com auf den Markt gebracht. Die Seite diente hauptsächlich dazu, die Webseiten 888casino und 888poker zu verbinden.

## Auszeichnungen
| Auszeichnung                                        | Jahr |
| --------------------------------------------------- | ---- |
| Bester Casino-Betreiber, Gaming Intelligence Awards | 2015 |
| Betreiber des Jahres, eGR Operator Awards           | 2013 |
| Bester Casino-Betreiber, eGR Operator Awards        | 2013 |
| Online-Casino des Jahres, UK Gambling Awards        | 2006 |
| Casinobetreiber des Jahres, eGaming Awards          | 2006 |